# Claudine de Culam
Claudine de Culam, född 1585, död 4 oktober 1601, var en fransyska som avrättades för tidelag.  Hennes fall tillhör de mer uppmärksammade av sitt slag.
Claudine de Culam arbetade som tjänsteflicka åt prästen i Reverecourt och ställdes inför rätta åtalad för att ha ett sexuellt förhållande till en "röd hund med vita fläckar". Hennes mor, som var säker på sin dotters oskuld, krävde att anklagelsen mot hennes dotter skulle underkastas en vetenskaplig vittnesprövning, och domstolen biföll begäran. Claudine de Culam tvingades klä av sig naken i ett rum vid domstolen i närvaro av en grupp kvinnor som anlitats för att agera vittnen. Då man förde in hennes hund, och den fick se henne utan kläder, hoppades den genast upp i en sexuell ställning, den så kallade hundställningen, utan att bli tillsagd, och vittnena särade på dem då hunden började ha samlag med Culam.
Detta ledde till att Claudine de Culam dömdes som skyldig till tidelag. Hon och hunden avrättades båda genom strypning, varefter deras lik brändes och askan ströddes för vinden, för att "så lite som möjligt av deras monstruösa akt kvarblev för mänskligheten".